# Terobiella eucalypti
Terobiella eucalypti är en stekelart som först beskrevs av Jean-Yves Gallard 1930.  Terobiella eucalypti ingår i släktet Terobiella och familjen puppglanssteklar. Inga underarter finns listade i Catalogue of Life.